# العبدلي
العبدلي إحدى مناطق أمانة عمان الكبرى، ومركز لواء قصبة عمان التابع لمحافظة العاصمة في المملكة الأردنية الهاشمية. سميت العبدلي نسبة للملك المؤسس عبد الله الأول وقد كان يطلق عليها المنطقة الرابعة وأصبحت فيما بعد المنطقة التاسعة تحت اسم منطقة العبدلي، ولموقعها أهمية خاصة فهي جغرافياً تعتبر مركز العاصمة وتبلغ مساحة المنطقة (15 كلم2) وعدد سكانها 120 ألف نسمة.

## المعالم والمنشآت
من منشآته الهامة (سابقا) مجمع باصات العبدلي وهو مجمع كبير يقع بالقرب من وسط البلد، سمي نسبة إلى منطقة العبدلي. يضم بالإضافة لحافلات المدينة الداخلية، حافلات لنقل المسافرين إلى مدن الشمال (إربد و جرش) وبعض مدن الوسط (السلط). ويوجد أيضا البولفارد هو مشروع تنمية متعدد الاستخدامات أقيم ب300 مليون دولار في العبدلي، عمان، الأردن. وهو جزء من مشروع العبدلي حيث يتألف من شريط للمشاة يحيط به اثنا عشر مبنى. افتتحه الملك عبد الله الثاني برفقة الملكة رانيا عام 2014
تضم العبدلي الكثير من المباني العامة الرئيسة الهامة ليس للمنطقة أو العاصمة فحسب بل للمملكة بشكل عام فهي تضم ثلث مباني ووزارات حكومة المملكة الأردنية الهاشمية وجميع القيادات الأمنية والعسكرية. وضمن حدود منطقة العبدلي المركز الثقافي الملكي مكان انعقاد المؤتمرات الداخلية والخارجية العربية أو الدولية ومدينة الحسين للشباب ومبنى مجلس الأمة وقصر العدل (مجمع المحاكم) ومجمع النقابات المهنية ومسجد الملك عبد الله الأول والعديد من السفارات والهيئات الدبلوماسية، كما يوجد ضمن منطقة العبدلي عدد كبير من الفنادق والشركات والبنوك والمجمعات التجارية الكبيرة ومجمع سفريات العبدلي.

### الأحياء القديمة
تضم منطقة العبدلي أربعة أحياء سكنية هي حي جبل الحسين وحي جبل اللويبدة وهما من أقدم أحياء العاصمة بالإضافة إلى حي الشميساني وحي المدينة الرياضية.

### الحدود التنظيمية
- من الشرق شارع الأردن ومنطقة بسمان.
- من الغرب شارع ناصر بن جميل ومنطقة تلاع العلي وأم السماق وخلدا.
- من الشمال شارع الشهيد ومنطقة الجبيهة.
- من الجنوب شارع عرار ومنطقة زهران وشارع صلاح الدين الأيوبي ومنطقة المدينة.

المؤسسات والدوائر الحكومية :
- مجلس الأمة.
- وزارة الأوقاف والشؤون الإسلامية.
- مؤسسة الإقراض الزراعي.
- وزارة الصناعة والتجارة.
- مؤسسة الوليد بن طلال الخيرية.
- وزارة التربية والتعليم. إدارة التدريب.
- المؤسسة العامة للإسكان والتطوير الحضري.

المدارس الحكومية :
مدرسة يعقوب هاشم الثانوية للبنين، مدرسة الجزائر الأساسية للبنات، مدرسة الحسين الثانوية الشاملة للبنات، مدرسة أبو بكر الصديق الثانوية للبنين، مدرسة ضرار بن الأزور الثانوية للبنين، مدرسة الملكة زين الشرف الثانوية الشاملة للبنات.
المعالم الأثرية :
- قلعة عمان .
- معبد هرقل .
- مسجد الملك عبد لله الأول .
- مسجد الحسيني الكبير.
- متحف صرح الشهيد.
- متحف الحياة البرلمانية.
- القصر الأموي.
- متحف الأردن.

## معرض صور

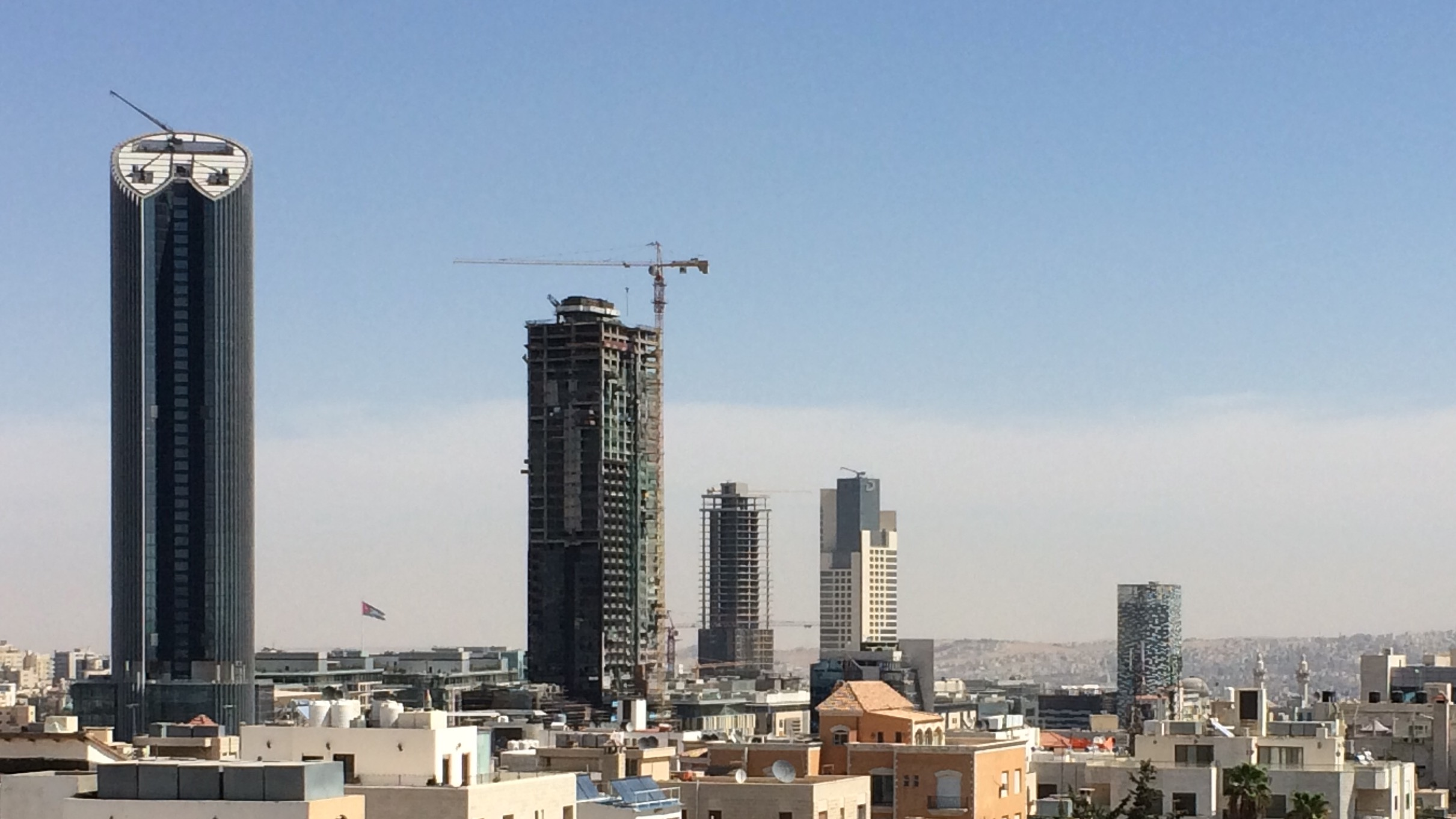
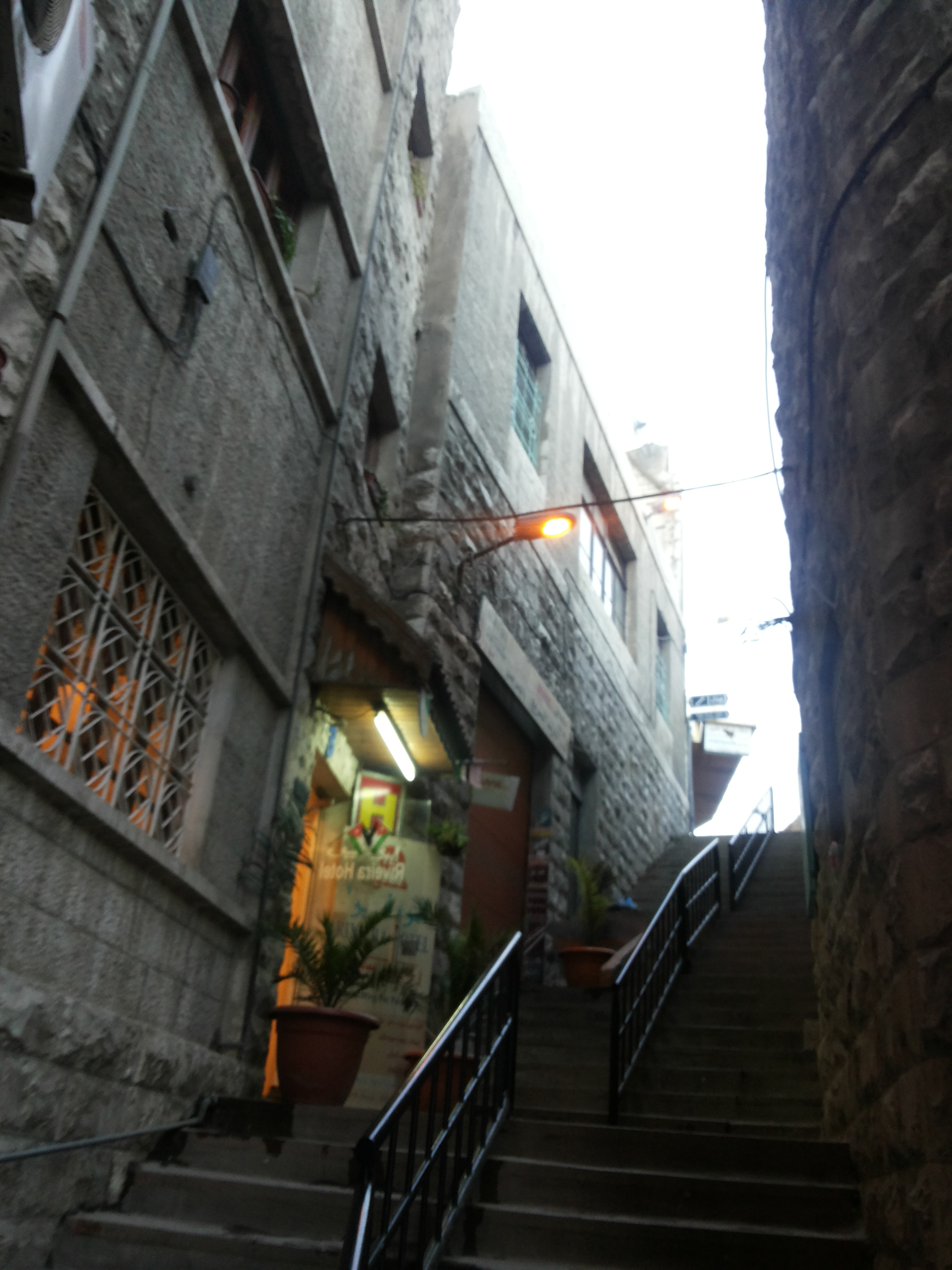
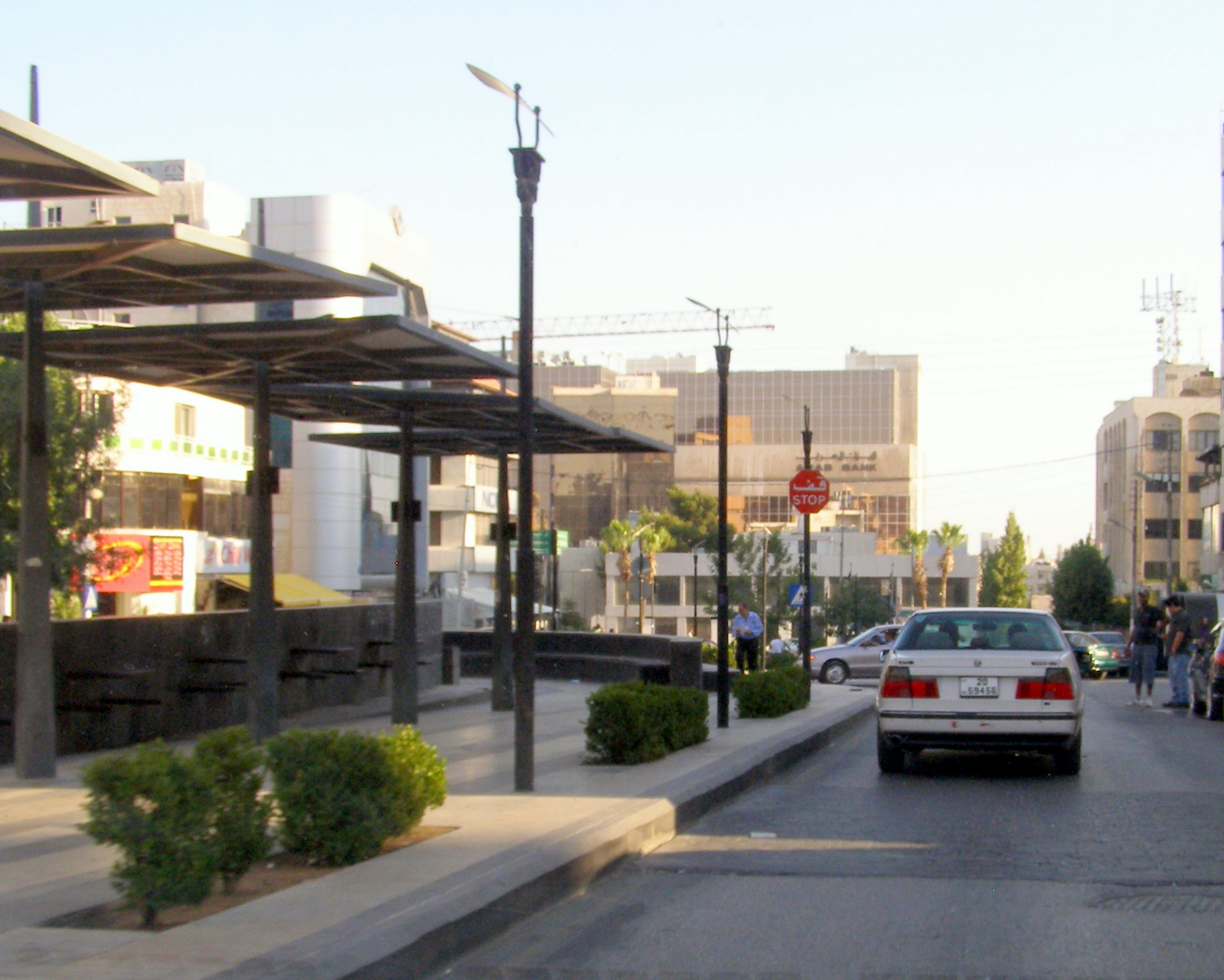
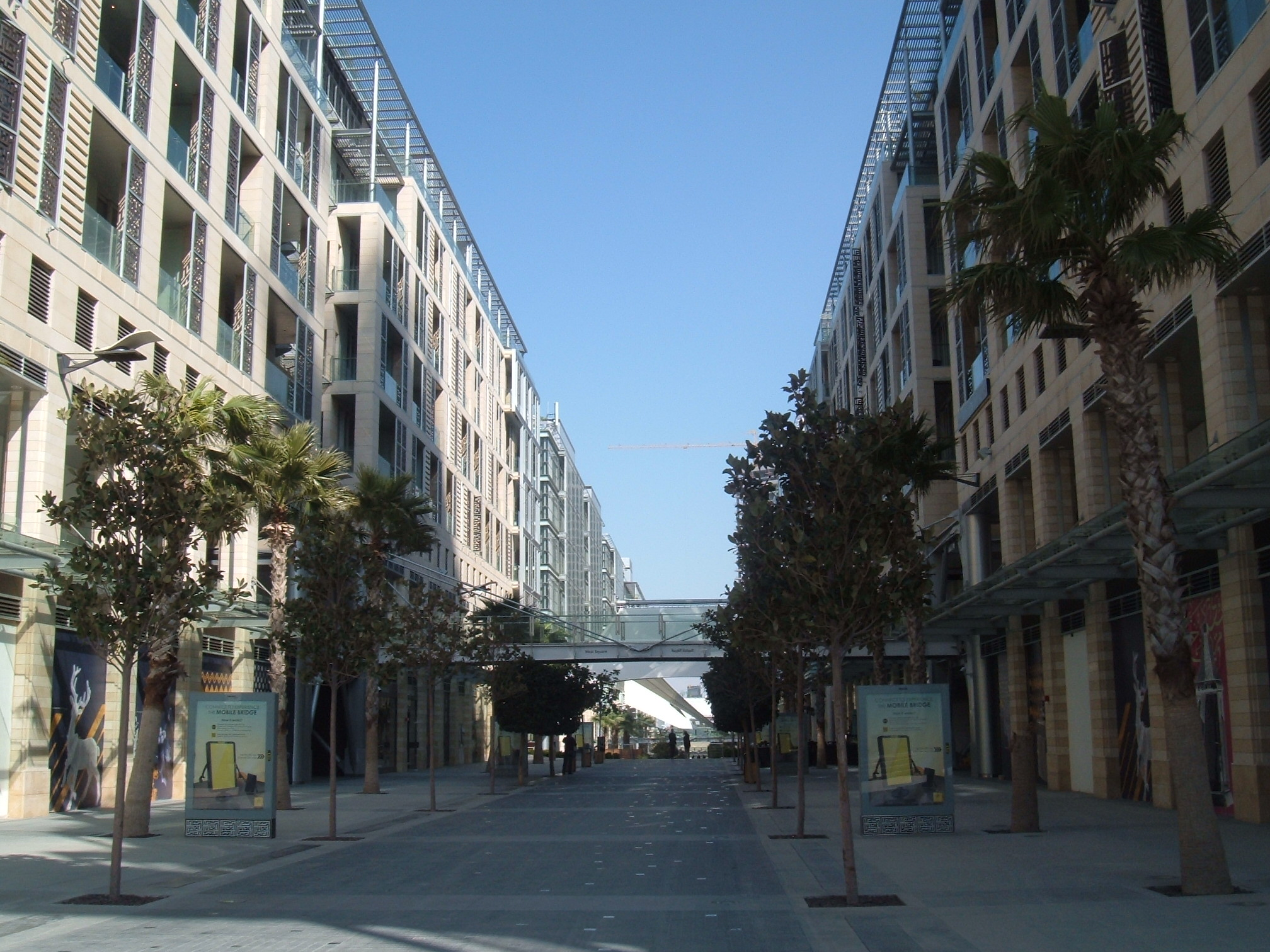
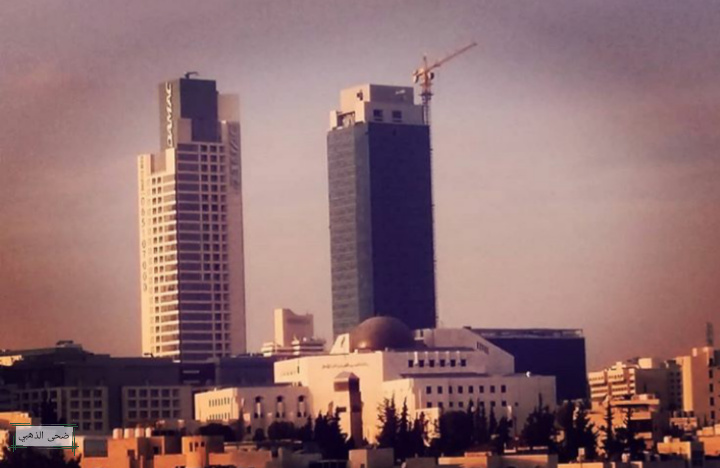